# Calliham
Calliham — метеорит-хондрит масою 40000 грам.